# Martonka
Martonka (románul: Martonca) vagy másik nevén Mártonka, falu Romániában, Hargita megyében.

## Története
Gyergyóremete része. 1956-ig adatai a községéhez voltak számítva. Érdekes, hogy a községet 1966-ban még 119-en lakták. A trianoni békeszerződés előtt Csík vármegye Gyergyószentmiklósi járásához tartozott.

## Népessége
A falu az 1970 utáni években elnéptelenedett.